# فرد إيوينغ
فرد إيوينغ (بالإنجليزية: Fred Ewing)‏ هو طبيب أمريكي، ولد في 1882 في أركولا في الولايات المتحدة، وتوفي في 1968.